# Tegostoma baphialis
Espèce
Tegostoma baphialis est une espèce de lépidoptères (papillons) de la famille des Crambidae. Elle est présente en Grèce, en Russie, en Turkménistan et en Afghanistan,.
L'envergure de l'imago est de 16 à 17 mm.